# تلویزیون آتوریتی نیجریه
تلویزیون آتوریتی نیجریه (انگلیسی: Nigerian Television Authority) تلویزیونی در نیجریه است که مالکیت آن را دولت این کشور در اختیار دارد.